# Coppa di Francia 2006-2007
La Coppa di Francia 2006-2007 è stata la novantesima edizione della Coppa di Francia. Le finaliste della competizione sono state Sochaux e Olympique de Marseille, con la vittoria della seconda coppa per la squadra della Franca Contea.

## Trentaduesimi di finale
| Squadra 1           | Risultato       | Squadra 2                     |
| ------------------- | --------------- | ----------------------------- |
| Créteil-Lusitanos   | 1 - 2 (dts)     | Nizza                         |
| Nancy               | 3 - 3 (8-9 dcr) | Lens                          |
| Saint-Étienne       | 1 - 3           | Sochaux                       |
| Bordeaux            | 2 - 0           | Bastia                        |
| Auxerre             | 2 - 2 (4-5 dcr) | Niort                         |
| Nantes              | 1 - 0           | Guingamp                      |
| Valenciennes        | 2 - 1           | Caen                          |
| Metz                | 0 - 2           | Lilla                         |
| FC Libourne         | 4 - 2           | Troyes                        |
| Rennes              | 1 - 3 (dts)     | Romorantin                    |
| Châtellerault       | 1 - 1 (3-4 dcr) | Tolosa                        |
| Calais RUFC         | 2 - 0           | Lorient                       |
| Quevilly-Rouen      | 0 - 2           | Monaco                        |
| Cambrai             | 1 - 4 (dts)     | Olympique Marsiglia           |
| Pont-de-Chéruy      | 0 - 1           | Sedan                         |
| Pluvigner           | 0 - 3           | Le Mans                       |
| Amiens              | 3 - 0           | Grenoble                      |
| Gueugnon            | 3 - 1           | CS Louhans-Cuiseaux           |
| Gazélec Ajaccio     | 1 - 2           | Strasburgo                    |
| Montpellier         | 4 - 1           | FC Saint-Lô Manche            |
| Vannes              | 3 - 2           | Concarneau                    |
| Lyon-La Duchère     | 1 - 0           | Entente Sannois Saint-Gratien |
| Orléans             | 2 - 1           | Moulins                       |
| GSI Pontivy         | 1 - 0 (dts)     | La Vitréenne FC               |
| Rodez               | 3 - 1           | Angoulême CFC                 |
| Paris Saint-Germain | 3 - 0           | Nîmes                         |
| Aviron Bayonnais    | 1 - 2           | Olympique Lione               |
| Clermont Foot       | 3 - 1           | Dunkerque                     |
| FUSC Bois-Guillaume | 0 - 1           | Voltigeurs de Châteaubriant   |
| SC Feignies         | 1 - 2           | Montceau Bourgogne            |
| Jarville JF         | 1 - 0           | CS0 Amnéville                 |
| US Palaiseau        | 0 - 4           | Union sportive laonnoise      |

## Sedicesimi di finale
| Squadra 1                | Risultato       | Squadra 2           |
| ------------------------ | --------------- | ------------------- |
| Amiens                   | 1 - 3           | Nantes              |
| Romorantin               | 1 - 2           | Valenciennes        |
| Strasburgo               | 2 - 3           | Lilla               |
| GSI Pontivy              | 0 - 2           | Montceau Bourgogne  |
| Jarville JF              | 3 - 5 (dts)     | FC Libourne         |
| Paris Saint-Germain      | 1 - 0           | Gueugnon            |
| Union sportive laonnoise | 1 - 3           | Olympique Lione     |
| Orléans                  | 1 - 3           | Lens                |
| Calais RUFC              | 1 - 2           | Sedan               |
| Monaco                   | 2 - 0           | Tolosa              |
| Sochaux                  | 2 - 1           | Lyon-La Duchère     |
| Montpellier              | 1 - 1 (4-2 dcr) | Nizza               |
| Clermont Foot            | 1 - 0           | Rodez               |
| Bordeaux                 | 3 - 3 (5-4 dcr) | Niort               |
| Le Mans                  | 0 - 1 (dts)     | Olympique Marsiglia |
| FUSC Bois-Guillaume      | 1 - 1 (5-6 dcr) | Vannes              |

## Ottavi di finale
| Squadra 1           | Risultato       | Squadra 2       |
| ------------------- | --------------- | --------------- |
| Nantes              | 1 - 0 (dts)     | Lilla           |
| Paris Saint-Germain | 1 - 0           | Valenciennes    |
| Montceau Bourgogne  | 2 - 2 (5-4 dcr) | Bordeaux        |
| Clermont Foot       | 1 - 4           | Lens            |
| Montpellier         | 0 - 2 (dts)     | Vannes          |
| FC Libourne         | 1 - 2           | Sedan           |
| Monaco              | 0 - 2           | Sochaux         |
| Olympique Marsiglia | 2 - 1           | Olympique Lione |

## Quarti di finale
| Squadra 1           | Risultato       | Squadra 2           |
| ------------------- | --------------- | ------------------- |
| Montceau Bourgogne  | 1 - 0           | Lens                |
| Sedan               | 1 - 1 (5-6 dcr) | Nantes              |
| Sochaux             | 2 - 1           | Paris Saint-Germain |
| Olympique Marsiglia | 5 - 0           | Vannes              |

## Semifinali
| Squadra 1           | Risultato   | Squadra 2 |
| ------------------- | ----------- | --------- |
| Montceau Bourgogne  | 0 - 2 (dts) | Sochaux   |
| Olympique Marsiglia | 3 - 0       | Nantes    |

## Finale
| Squadra 1 | Risultato       | Squadra 2           |
| --------- | --------------- | ------------------- |
| Sochaux   | 2 - 2 (5-4 dcr) | Olympique Marsiglia |

| Arbitro: | Éric Poulat |

|                                       |                      |                                            |
| Cissé 5’ 98’                          | Marcatori            | 67’ Dagano 115’ Le Tallec                  |
| Taiwo Maoulida Cana Cissé Nasri Zubar | Tiri di rigore 4 – 5 | Ziani Birsa Le Tallec Leroy Bréchet Brunel |

| Olympique Marsiglia: |    |                   |      |     |
|                      |    |                   |      |     |
| GK                   | 1  | Cédric Carrasso   |      |     |
| DF                   | 2  | Habib Beye (c)    |      |     |
| DF                   | 4  | Julien Rodriguez  | 90’  |     |
| DF                   | 5  | Ronald Zubar      |      |     |
| DF                   | 3  | Taye Taiwo        |      |     |
| DF                   | 6  | Lorik Cana        |      |     |
| MF                   | 10 | Samir Nasri       |      |     |
| MF                   | 8  | Modeste M'Bami    |      | 94’ |
| MF                   | 7  | Franck Ribéry     |      |     |
| MF                   | 9  | Djibril Cissé     |      |     |
| FW                   | 11 | Mamadou Niang     |      | 74’ |
| Substitutes:         |    |                   |      |     |
| GK                   | 16 | Sébastien Hamel   |      |     |
| DF                   | 12 | Renato Civelli    |      |     |
| MF                   | 14 | Wilson Oruma      | 100’ | 74’ |
| FW                   | 15 | Mickaël Pagis     |      |     |
| FW                   | 13 | Toifilou Maoulida |      | 94’ |
| Manager:             |    |                   |      |     |
| Albert Emon          |    |                   |      |     |

| Sochaux:      |    |                     |     |      |
|               |    |                     |     |      |
| GK            | 1  | Teddy Richert       |     |      |
| DF            | 2  | Jérémie Bréchet (c) |     |      |
| DF            | 3  | Stéphane Pichot     |     |      |
| DF            | 5  | Guirane N'Daw       |     |      |
| DF            | 4  | Duško Tošić         |     |      |
| MF            | 7  | Rabiu Afolabi       |     |      |
| MF            | 10 | Jérôme Leroy        | 31’ |      |
| MF            | 11 | Romain Pitau        |     | 106’ |
| FW            | 6  | Karim Ziani         |     |      |
| FW            | 8  | Sébastien Grax      |     | 74’  |
| MF            | 9  | Moumouni Dagano     |     | 104’ |
| Sostituzioni: |    |                     |     |      |
| GK            | 16 | Jérémy Gavanon      |     |      |
| DF            | 12 | Lionel Potillon     |     |      |
| MF            | 13 | Philippe Brunel     |     | 106’ |
| FW            | 14 | Anthony Le Tallec   |     | 104’ |
| FW            | 15 | Valter Birsa        |     | 74’  |
| Allenatore:   |    |                     |     |      |
| Alain Perrin  |    |                     |     |      |